# Mount Pearl
 (septembre 2022).
Si vous disposez d'ouvrages ou d'articles de référence ou si vous connaissez des sites web de qualité traitant du thème abordé ici, merci de compléter l'article en donnant les références utiles à sa vérifiabilité et en les liant à la section « Notes et références ».
Mount Pearl est la deuxième plus grande ville de Terre-Neuve-et-Labrador, au Canada. Elle est située au sud-ouest de Saint-Jean de Terre-Neuve, dans l'Est de la péninsule d'Avalon sur l'île de Terre-Neuve. Mount Pearl fait partie de la région métropolitaine de Saint-Jean.
Le recensement de 2016 y dénombre 22 957 habitants.

## Histoire
Mount Pearl remonte à 1829, lorsque le commandant James Pearl et son épouse, Lady Anne Pearl, arrivèrent à Terre-Neuve avec une concession de la Couronne d'un millier d'acres (4 km²) de terres, une récompense pour les 27 années de service distingué du commandant Pearl au sein de la Royal Marine. En 1830, le commandant Pearl construisit une maison sur la partie la plus élevée de son domaine et l'appela Mount Cochrane en l'honneur du gouverneur de l'époque, Thomas Cochrane. Après que le gouverneur a quitté Terre-Neuve, Pearl a renommé le site Mount Pearl. Pearl a été nommée chevalier de l'ordre royal guelphique de Hanovre et a reçu l'honneur de Knight Bachelor de la part de la reine Victoria. Il meurt subitement dans son domaine de Mount Pearl le 13 janvier 1840, à l'âge de 50 ans. En 1844, l'épouse de Sir James Pearl, Lady Anne, s'installa à Londres, en Angleterre. John Lester, qui était venu de Devonshire, en Angleterre, pour travailler pour James Pearl, a continué à exploiter le domaine immobilier de Pearl, loué par Lady Anne Pearl pour une période supplémentaire de 14 ans. Dans son testament, elle a légué à John Lester 100 hectares (0,40 km2) de terrain appelé "Anna Vale" (aujourd'hui Glendale), qu'il a ensuite vendu. Le domaine de la perle a finalement été confié à Andrew Glendenning, qui l'a exploitée comme une terre agricole performante jusque dans les années 1920. Edward Lunscomb acquit d’autres terres (124 acres en face de Pearl Estate sur Brookfield Road) et en hérita plus tard de 200 acres (200 000 m2) sur Old Placentia Road (l’Amirauté Wood) de la sœur de Pearl, Eunice Blamey. John Lester est décédé en 1893, laissant ses biens, appelés "FairMead", à ses fils Ashton et James. Fairmead est le site du marché de Lester aujourd'hui.

## Démographie
| 2001   | 2006   | 2011   | 2016   |
| ------ | ------ | ------ | ------ |
| 24 964 | 24 671 | 24 284 | 23 120 |

## Développement
Dans les années 1930 et 1940, Mount Pearl devint le lieu de rencontre des membres aisés de la société et des passionnés de courses de chevaux. Une grande galerie à ciel ouvert, avec des bancs pour permettre aux spectateurs de voir les terres environnantes, a été érigée sur "The Mount" dans les années 1940. Les courses hippiques ont continué d’être importantes et Mount Pearl a commencé à devenir une station d’été pour les habitants de St. John’s. L’augmentation de la population durant les mois d’été a entraîné une augmentation de la population toute l’année et, éventuellement, un développement résidentiel et industriel.

## Incorporation
Avec la croissance rapide de la population, la demande d’administration municipale a augmenté. C'est ainsi que Mount Pearl a tenu sa première élection en 1955, ce qui a permis à Hayward Burrage de devenir le premier maire de la ville de Mount Pearl. La ville a été constituée le 11 janvier 1955 et comptait 1 979 habitants. Le 21 juillet 1988, la ville de Mount Pearl est devenue la troisième collectivité de Terre-Neuve-et-Labrador à obtenir le statut de ville. Aujourd'hui, il reste l'une des plus grandes villes de la province, avec une population de 22 957 habitants en 2016.